# Émilie Guyon
Pour les articles homonymes, voir Guyon.
Émilie-Honorine Guyon est une actrice française née le 2 octobre 1821 à Brazey-en-Plaine (Côte-d'Or) et morte le 17 février 1878 à Paris 8e.

## Biographie
Émilie Honorine Guyon naît le 2 octobre 1821 à Brazey-en-Plaine, bourg situé près de Dijon. Elle est la fille d'Augustin Guyon, aubergiste, et de son épouse, Charlotte Patouillet, ouvrière en dentelle.
Émilie Guyon monte à Paris à l'âge de quatorze ans et gagne sa vie en tant que brodeuse. Se prenant de passion pour le théâtre, en assistant aux représentations de son cousin Georges Guyon, comédien au théâtre de l'Ambigu-Comique, elle choisit de suivre les pas de ce dernier et entre au Conservatoire, où elle suit une formation dramatique de 1838 à 1839.
Elle entame sa carrière de comédienne au théâtre de la Renaissance le 27 mars 1840, en créant le rôle d'Elvire dans la pièce La Fille du Cid de Casimir Delavigne. À la suite de la nomination de son cousin Georges Guyon au rang de sociétaire de la Comédie-Française, Emilie Guyon débute sur la scène du Théâtre français le 7 juin 1841 puis incarne des personnages d’œuvres de tragédie et du drame romantique, telles que Vallia, La Fille du Cid, Le Dernier Marquis.
Le 24 juin 1843, elle épouse son cousin Georges Guyon à la mairie du 1er arrondissement de Paris.

## Théâtre

### Carrière à la Comédie-Française
Entrée en 1841
Nommée 281e sociétaire en 1858
(source : Base documentaire La Grange sur le site de la Comédie-Française)
- 1841 : Iphigénie de Jean Racine : Eriphile
- 1841 : Vallia d'Isidore de Latour de Saint-Ybars : Eudoxie
- 1841 : La Fille du Cid de Casimir Delavigne : Elvire
- 1842 : Phèdre de Jean Racine : Aricie
- 1842 : Le Dernier marquis de Hippolyte Romand : la marquise
- 1842 : Le Célibataire et l'homme marié d'Alexis-Jacques-Marie Vafflard et Fulgence de Bury : Mme Saint-Hilaire
- 1859 : Britannicus de Jean Racine : Agrippine
- 1859 : Athalie de Jean Racine : Athalie
- 1859 : Iphigénie de Jean Racine : Clytemnestre
- 1861 : Nicomède de Pierre Corneille : Arsinoé
- 1861 : Le Misanthrope de Molière : Arsinoé
- 1861 : Les Femmes savantes de Molière : Philaminte
- 1863 : Eugénie de Beaumarchais : Mme Murer
- 1864 : La Thébaïde de Jean Racine : Jocaste
- 1866 : Le Fils d'Auguste Vacquerie : Mme Berteau
- 1873 : Phèdre de Jean Racine : Oenone
- 1875 : Le Philosophe sans le savoir de Michel-Jean Sedaine : Mme Vanderk
- 1876 : Le Mariage de Victorine de George Sand : Mme Vanderck